# زن بدنام
زن بدنام (انگلیسی: Marked Woman) فیلمی در ژانر جنایی و درام به کارگردانی لوید بیکن و مایکل کورتیز است که در سال ۱۹۳۷ منتشر شد.

## بازیگران
- بت دیویس
- هامفری بوگارت
- میو مثو
- ادواردو چانلی
- جین برایان
- آلن جنکینس
- هنری اونیل
- ریموند هاتون
- ایسابل جول
- دورتی تری
- جان لیتل
- کنث هارلن
- جان شیهان
- امت ووگان
- تئودور لورچ
- لولا لین